# Anton Korobov

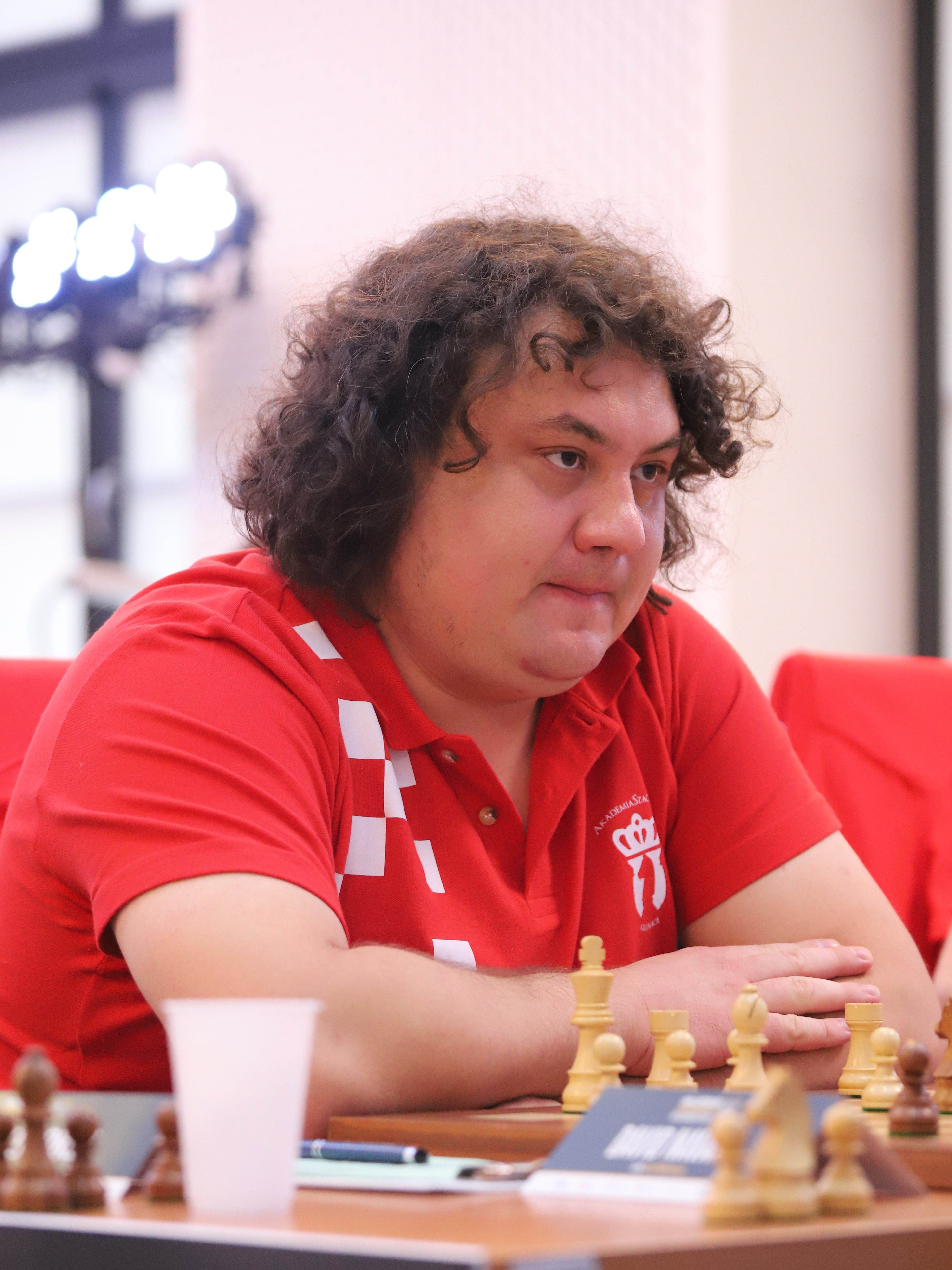
Anton Korobov (2022)

Anton Serhijovitsj Korobov (Oekraïens: Антон Сергійович Коробов) (Mezjdoeretsjensk, 25 juni 1985) is een Oekraïense schaker. Hij is een grootmeester.

## Resultaten
Korobov won in 2002, 2012 en 2018 het nationaal Oekraïense schaakkampioenschap. Ook in 2004 speelde hij mee in het toernooi om het kampioenschap van Oekraïne en eindigde op de tweede plaats; Andrej Volokitin werd toen kampioen.
In 2011 werd hij eerste in het Nachitsjevan Open toernooi. Hij nam deel aan het wereldbekertoernooi in 2011, en werd daar in de tweede ronde uitgeschakeld door Nikita Vitiugov.
In februari 2012 eindigde hij gedeelde 1e–3e met Mateusz Bartel en Pavel Eljanov in het 11e Aeroflot Open toernooi.